# Mistrovství Československa v silničním běhu 1983
Mistrovství Československa v silničním běhu 1983 se konalo v rámci běhu Běchovice–Praha 9. října 1983.

## Výsledky

### Muži
| Zlato                               | Stříbro                 | Bronz                                     | 4. místo                     | 5. místo                     | 6. místo                  |
| Lubomír Tesáček (Dukla Praha) 31:51 | Semela (VŠ Praha) 32:57 | Vlastimil Zwiefelhofer (TJ Klatovy) 32:09 | Kosmák (Technika Brno) 32:11 | Zdeněk Pešek (Liberec) 32:23 | Florián (Slavkov) 39:44.0 |

### Ženy
| Zlato                                          | Stříbro                           | Bronz                             | 4. místo                 | 5. místo                             | 6. místo                 |
| Ľudmila Melicherová (PF Banská Bystrica) 38:41 | Jarmila Urbanová (RH Praha) 39:26 | Kuchařová (Univerzita Brno) 40:41 | Hekrdlová (Třebíč) 40:52 | Vlasta Rulcová (LIAZ Jablonec) 40:59 | Červená (VŠ Praha) 41:00 |